# Curierul Românesc
Curierul Românesc va ser un dels primers diaris escrit en romanès amb un aspecte llarg i constant, publicat a Valàquia entre els anys 1829 i 1859 sota el lideratge de Ion Heliade Rădulescu. Es volia, doncs, que el full fos "administratiu, comercial i polític". I en realitat, fou el precursor predominantment administratiu del Monitorului oficial.

## Precursors
El "Curierul Românesc" i Albina Românească van ser anticipats per altres diaris Romania, encara que el primer diari del actual territori de Romania fou el Courier de Moldavie, des de 1790, editat per primer cop en francés. Altres diaris romanés ja varen aparèixer abans de l'any 1829 també a Cernăuți, l'any 1820 - Crestomaticul românesc, la Buda l'any 1821 - Biblioteca românească, a Leipzig, l'any 1827 - Fama Lipschi pentru Dacia.
Alguns investigadors afirmen que l'acte de naixement de la premsa romanesa s'hauria d'identificar amb l'aparició, a Brașov, el 1731, del calendari imprès pel mestre Petcu Șoanul, motivant que aquest tipus de publicacions "també puguin tenir certa. periodicitat".

## Aparició
La revista va aparèixer amb el suport de Dinicu Golescu basant-se en l'informe del 29 d'octubre de l'any 1828 elaborat pel comte Fiodor Petrovici Pahlen i aprovat per Pavel Kiseleff el 3 de desembre el mateix any. Inicialment, el diari es diría "Courier de Bucarest". El primer número va aparèixer entre el 8 i el 10 d'abril 1829 i, amb algunes interrupcions, el diari va continuar apareixent fins al 12 de desembre 1859, sent publicat en particular per la llibreria de Iosif Romanov. El diari 'Curierul Românesc' va posar les bases de la premsa romanesa, sent el primer diari romanès amb constant periodicitat i amb una aparença llarga.
Dins del diari es van publicar textos administratius, notícies polítiques i militars, articles i notes d'orientació, incloent nocions elementals d'història, geografia, comerç, economia, indústria, etc. El primer número incloïa un article editorial sobre la història dels diaris al món; notificacions "a l'interior"; notificacions "fora"; informació sobre "missatges", sortides i arribades de dignataris a Bucarest; notícies "sobre el treball de la terra, que avança amb un gran creixement".
L'any 1837, aquest mateix diari va començar a publicar un suplement anomenat "Curierul de ambe sexe", és a dir "Diari de ambdós sexes", una botiga cultural amb un component femení.

## En l'actualitat
L'any 2014, Curierul Românesc es va tornar a editar després de mes de 150 anys, la publicació en línia sense ànim de lucre que proposa ajudar a joves periodistes independents a ser més visibles al mercat mediàtic romanès.
A la tardor de l'any 2014, el "Curierul Românesc" es registra com a marca i re-apareix com a publicació en línea sense ànim de lucre, que pretén fomentar el periodisme independent a Romania.